# Frank Rubin
Frank Renner Rubin (20. marts 1918 på Frederiksberg – 28. marts 1990 i København) var en dansk kunstmaler.